# Neufmoulins
Neufmoulins település Franciaországban, Moselle megyében. Lakosainak száma 37 fő (2022. január 1.). Neufmoulins Héming, Hertzing, Landange, Lorquin és Xouaxange községekkel határos.

## Népesség
A település népességének változása:
| Lakosok száma | 40   | 37   | 42   | 36   | 42   | 42   | 43   | 43   | 43   | 37   |
|               | 1968 | 1982 | 1990 | 2006 | 2013 | 2015 | 2017 | 2019 | 2020 | 2022 |